# Sofia, Muncaci
Sofia (în ucraineană Софія) este un sat în comuna Zubivka din raionul Muncaci, regiunea Transcarpatia, Ucraina.

## Demografie
Componența lingvistică a localității Sofia
     Ucraineană (98,45%)
     Rusă (1,04%)
     Alte limbi (0,26%)
Conform recensământului din 2001, majoritatea populației localității Sofia era vorbitoare de ucraineană (98,45%), existând în minoritate și vorbitori de rusă (1,04%).